# Lena Hjelm-Wallén
Lena Birgitta Hjelm-Wallén (* 14. Januar 1943 in Sala, Västmanlands län als Lena Birgitta Hjelm) ist eine schwedische Politikerin (Socialdemokraterna).
Hjelm-Wallén saß von 1969 bis 2002 im Riksdag, dem Schwedischen Parlament. Von 1974 bis 1976 war sie schwedische Schulministerin, von 1982 bis 1985 besaß sie dessen Nachfolger, das Ausbildungsministerium. Von 1994 bis 1998 war sie Schwedische Außenministerin und von 1995 bis 2002 Vize-Staatsministerin.